# The Adventure of the Noble Bachelor
The Adventure of the Noble Bachelor (O Nobre Solteirão) é um conto policial de Sir Arthur Conan Doyle protagonizado por Sherlock Holmes e Dr. Watson, publicado pela primeira vez em abril de 1892 com 8 ilustrações de Sidney Paget

## Enredo
O nobre Lorde St. Simon pede auxílio a Holmes para que investigue o desaparecimento de sua noiva Srta. Hatty Doran, pouco depois do casamento. Mais uma vez Sherlock Holmes enfrentará uma grande dificuldade para solucionar o caso, a presença do Inspetor Lestrade da Scotland Yard.

### Ilustrações
O conto teve 8 ilustrações de Sidney Paget:

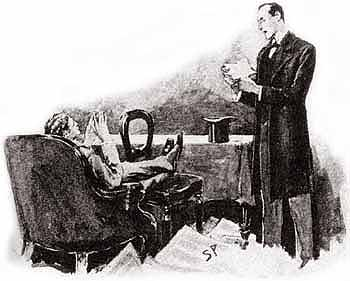
Sherlock Holmes recebe telegrama de Lorde St. Simon
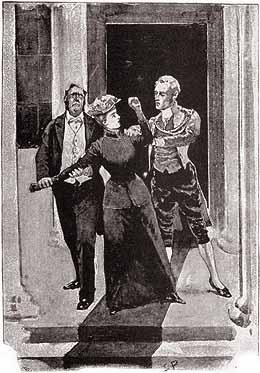
Estranha tenta impedir casamento
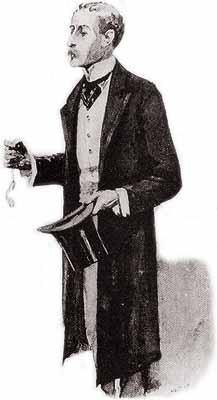
Lorde St. Simon
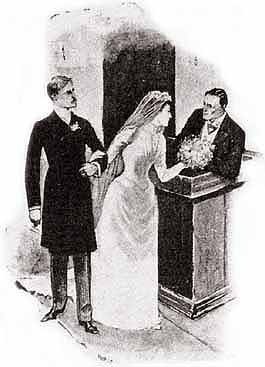
St. Simon fala sobre estranha ocorrência durante a cerimônia
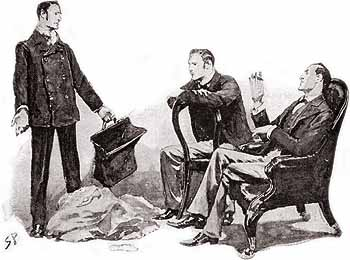
Roupas e pertences da noiva são encontrados às margens do Serpentine
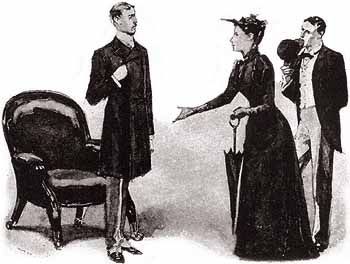
Sherlock Holmes encontra Hatty Doran
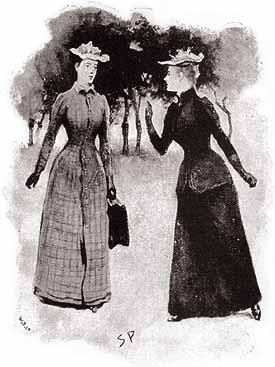
Hatty conta o que fez enquanto estava desaparecida
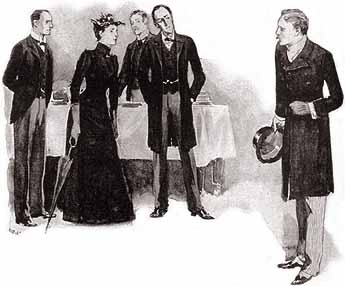
Hatty pede perdão a St. Simon

## Ligações Externas
- Conto em Português, completo e ilustrado